# Masters 1970 (tennis)
De eerste editie van de Masters 1970 in tennis werden van 9 tot en met 15 december gehouden in de Tokyo Metropolitan Gymnasium in Tokio. Het toernooi werd gespeeld in een groepsfase. Stan Smith en Rod Laver wonnen allebei vier wedstrijden en verloren één wedstrijd. Smith won het toernooi omdat hij de onderlinge wedstrijd met Laver won.

## Enkelspel
|                   | Rosewall      | Franulović    | Ashe          | Smith         | Laver         | Kodeš         |
| Ken Rosewall      |               | 6–3, 6–3      | 6–3, 6–4      | 4–6, 5–6      | 6–5, 3–6, 5–6 | 6–5, 6–4      |
| Željko Franulović | 3–6, 3–6      |               | 5–6, 6–3, 2–6 | 1–6, 6–5, 1–6 | 5–6, 6–3, 2–6 | 6–2, 3–6, 6–3 |
| Arthur Ashe       | 3–6, 4–6      | 6–5, 3–6, 6–2 |               | 3–6, 6–3, 6–5 | 3–6, 2–6      | 6–3, 4–6, 6–3 |
| Stan Smith        | 6–4, 6–5      | 6–1, 5–6, 6–1 | 6–3, 3–6, 5–6 |               | 4–6, 6–3, 6–4 | 6–3, 6–5      |
| Rod Laver         | 5–6, 6–3, 6–5 | 6–5, 3–6, 6–2 | 6–3, 6–2      | 6–4, 3–6, 4–6 |               | 6–4, 6–3      |
| Jan Kodeš         | 5–6, 4–6      | 2–6, 6–3, 3–6 | 3–6, 6–4, 3–6 | 3–6, 5–6      | 4–6, 3–6      |               |

### Stand
| Speler            | Wedstrijden W-V | Sets W-V | Games W-V | Stand |
| ----------------- | --------------- | -------- | --------- | ----- |
| Stan Smith        | 4–1             | 9–4      | 71–53     | 1     |
| Rod Laver         | 4–1             | 9–4      | 69–55     | 2     |
| Ken Rosewall      | 3–2             | 6–4      | 59–51     | 3     |
| Arthur Ashe       | 3–2             | 6–7      | 58–53     | 4     |
| Željko Franulović | 1–4             | 5–9      | 55–70     | 5     |
| Jan Kodeš         | 0–5             | 2–10     | 47–67     | 6     |

## Dubbelspel
|                                | Ashe Smith | Kodeš Laver   | Franulović Rosewall |
| Arthur Ashe Stan Smith         |            | 6–3, 6–4      | 6–5, 6–5            |
| Jan Kodeš Rod Laver            | 3–6, 4–6   |               | 3–6, 6–5, 6–4       |
| Željko Franulović Ken Rosewall | 5–6, 5–6   | 6–3, 5–6, 4–6 |                     |

### Stand
| Spelers                        | Wedstrijden W-V | Sets W-V | Games W-V | Stand |
| ------------------------------ | --------------- | -------- | --------- | ----- |
| Arthur Ashe Stan Smith         | 2–0             | 4–0      | 24–17     | 1     |
| Jan Kodeš Rod Laver            | 1–1             | 2–3      | 22–27     | 2     |
| Željko Franulović Ken Rosewall | 0–2             | 1–4      | 25–27     | 3     |